# Miquel-Lluís Muntané
Pour les articles homonymes, voir Muntané.

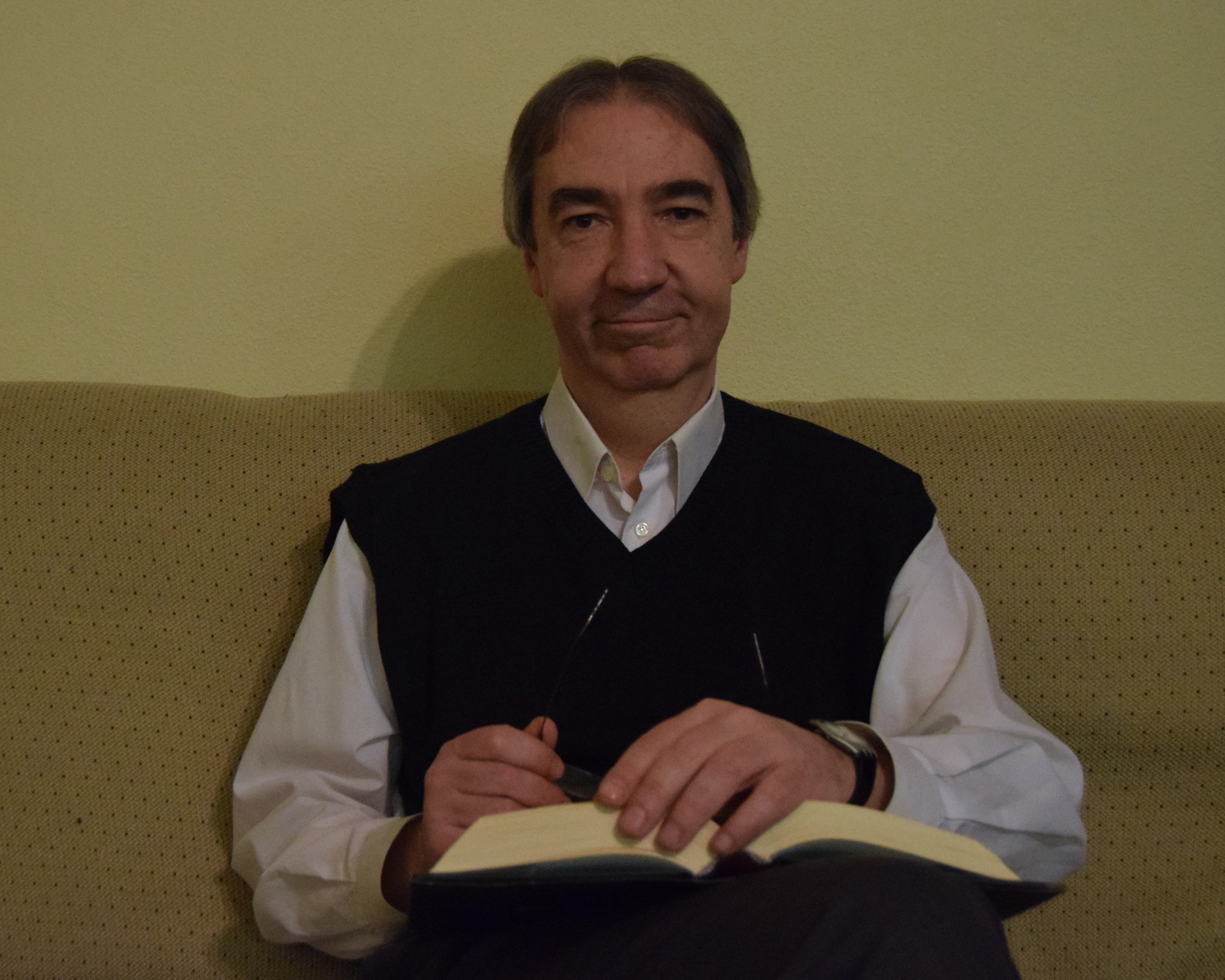
Miquel-Lluís Muntané

Miquel-Lluís Muntané i Sicart (Barcelone, 1956) est écrivain et journaliste en langue catalane.

## Biographie
Il a travaillé comme professeur et aussi dans le monde des éditions et celui de la gestion culturelle. Auteur  de romans, livres de poèmes, pièces de théâtre et essais. Il a traduit quelques auteurs contemporains du français au catalan. Il intervient dans les médias sur des sujets culturels et il occupe des postes de responsabilité dans des  fondations et des  associations culturelles.
La critique a signalé, à propos de sa poésie, la capacité de réflexion sur la condition humaine à partir d’une observation minutieuse des détails. Cela, ajouté à une profonde connaissance de la langue et des techniques littéraires, le rend une des voix poétiques les plus séduisantes de sa génération. 

## Œuvres publiées
- L'esperança del jonc (poésie, 1980)
- Crònica d'hores petites (contes, 1981)
- Llegat de coratge (poésie, 1983)
- A influx del perigeu (poésie, 1985)
- De portes endins (théâtre, 1987)
- Antoni Coll i Cruells, el valor d'una tasca (biographie, 1987)
- L'espai de la paraula (essai, 1990)
- Actituds individuals per la pau (essai, 1991)
- La penúltima illa (théâtre, 1992)
- L'altra distància (poésie, 1994)
- Millor actriu secundària (roman, 1997)
- El foc i la frontera (poésie, 1997)
- UNESCO, història d'un somni (essai, 2000)
- Madrigal (contes, 2001)
- Migdia a l'obrador (poésie, 2003)
- La fi dels dies llargs (roman, 2005)
- La seducció dels rius (journal, 2006)
- Cultura i societat a la Barcelona del segle XVII (essai, 2007)
- Encetar la poma. Escrits sobre cultura (sélection d’articles, 2008)
- El tomb de les batalles (poésie, 2009)
- La hiedra obstinada (poésie 2010) (traduction à l'espagnol des livres: "L'altra distància" et "Migdia a l'obrador")
- Hores tangents (poésie, 2012)
- De sèver i de quars. Apunts memorialístics 1981-1999 (mémoires , 2015)
- Qualitats de la fusta (poésie, 2016)
- El moviment coral dins el teixit social català (essai, 2016)
- Frontisses. Mirades a una primavera (journal, 2018)
- Miquel Pujadó, el bard incombustible (biographie, 2019)
- Diu que diuen... (contes pour enfants, 2019)
- Horas tangentes (poésie, 2020) (traduction à l'espagnol)
- Passatges (poésie, 2020)